# Standard V8
Der Standard V8 war der einzige Pkw mit V8-Motor, den die Standard Motor Company in Coventry von 1937 bis 1938 baute.
Dieser Wagen war das größte Modell der berühmten „Flying Standards“ mit der Pseudo-Stromlinien-Karosserie. Sein langhubiger, seitengesteuerter V8-Motor besaß 2686 cm³ Hubraum (Bohrung × Hub = 63,5 mm × 106 mm) und leistete 75 bhp (55 kW) bei 4000 min−1. Ein Dreiganggetriebe leitete die Motorkraft an die Hinterräder weiter. Die Wagen erreichten eine Höchstgeschwindigkeit von 129 km/h.
Bereits 1938 wurde die Produktion ohne Nachfolger eingestellt. In wenigen Exemplaren entstand 1938–1939 auf Basis dieses Wagens der Sportwagen Raymond Mays 20 hp.